# Артикль

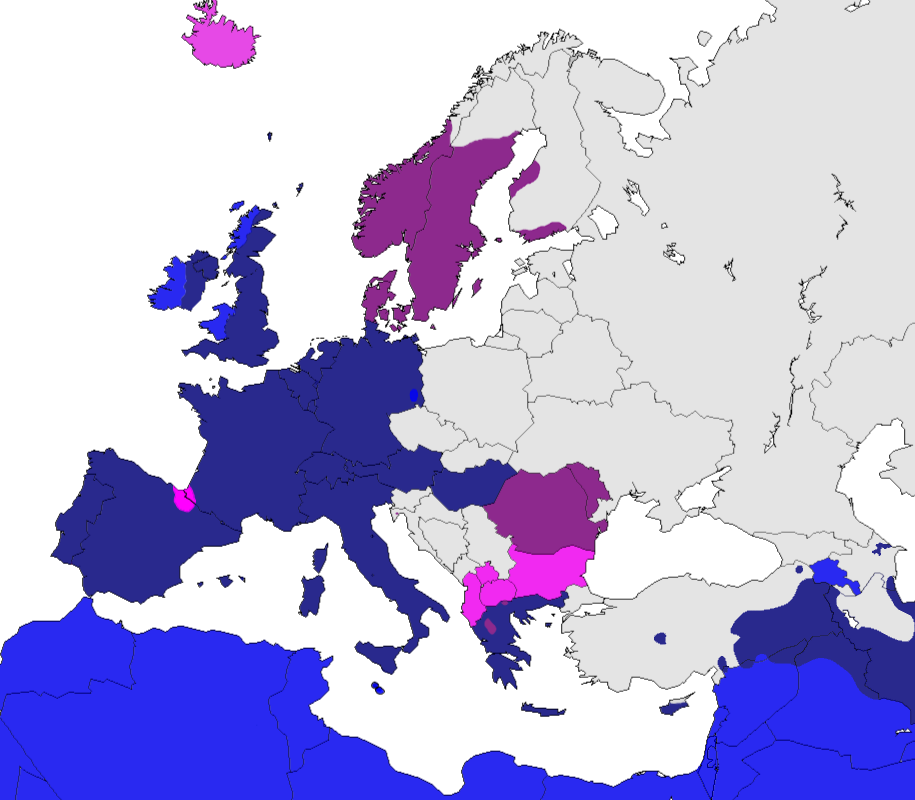
Артикли в языках Европы и близлежащих регионов
определённые и неопределённые артикли
только определённые артикли
определённые постпозитивные и неопределённые артикли
только определённые постпозитивные артикли
артикли отсутствуют

Арти́кль (фр. article — «статья, пункт; артикул; сустав, артикль» ← лат. articulus — «сочленение, сустав», от уменьш. artus — «сочленение, член») в ряде естественных (артиклевых) языков — одна из служебных частей речи, используемая в составе именной группы (словосочетания, в котором главное слово — существительное или его грамматический аналог) для выражения ряда языковых значений, в том числе категории определённости-неопределённости по отношению к полю знаний говорящего-пишущего и адресата речи (см. «референция»).

## Этимология
Слово «артикль» заимствовано из франц. article «статья, пункт; артикул; сустав, артикль», далее — из лат. articulus «сочленение, сустав», уменьшительное от artus «сочленение, член», далее — из праиндоевр. *ar-tu-, из праиндоевр. *ar- «сочленять, соединять».

## Значение
Артикли употребляются прежде всего с нарицательными существительными и могут указывать при различных типах референции к обозначаемому существительным предмету на уникальность или, наоборот, распространённость данного предмета в среде общения. При распространённости, частой встречаемости предмета в каждой данной среде он причисляется к ряду (классу) однородных предметов (классифицирующая функция артикля).
Ср. англ.: 
 This is the sun — «Это (единственное в своём роде) Солнце», но:
 This is a doctor — «Это (один) врач (из множества врачей)».
Референциальные значения, выражаемые в артиклевых языках артиклями, находят, по мнению современных учёных, выражение другими способами в безартиклевых языках, например, в русском, с помощью других морфологических и синтаксических средств (систем склонения и падежных окончаний, порядка слов, указательных и притяжательных местоимений).
Отсутствие артикля перед нарицательным существительным в речи на артиклевом языке, как и постановка его перед именем собственным, также является значимым.
Ср. англ.:
 This is a doctor, not a hairdresser — «Это врач, а не парикмахер». Здесь исчисляемые существительные обозначают предметы (людей).
 This is water, not vodka — «Это вода, а не водка». Здесь неисчисляемые существительные обозначают вещества.
Артикль обеспечивает связность текста (дискурса). Так, в первом предложении последовательного повествовательного текста, такого как тексты сказок (в них в начале даётся экспозиция с перечислением главных героев), в артиклевых языках описания героев будут снабжаться неопределёнными артиклями или их аналогами («Жил (один, некий) старик … у самого синего моря»), что будет для читателя дополнительным сигналом начала, зачина, а при последующих упоминаниях нарицательные обозначения героев будут снабжаться определёнными артиклями, чтобы обозначить, что речь идёт об уже знакомом, упоминавшемся («(Тот самый) старик ловил (своим) неводом рыбу») и что фокус внимания вместе со сказуемым смещается с обозначения лица на обозначение его действий.

## Артиклевые языки
К артиклевым языкам, то есть языкам, где артикли исторически представлены и используются чаще других средств или взаимозаменяемо с ними для выражения специфических значений, относятся западноевропейские — романские (например, французский) и германские языки (например, английский и немецкий (см. Артикль в немецком языке)).

## Типы артиклей
Различают следующие типы артиклей:
- определённый артикль (например, англ. the, фр. le, la, les, нем. die, der, das) указывает на то, что данное слово известно из контекста, уже упоминалось или является единственным в своём роде предметом, явлением и т. д.
- неопределённый артикль (например, англ. a, an, фр. un, une, des, нем. ein, eine) указывает на то, что данное слово упоминается впервые, является новой информацией для читателя (собеседника) и выделяет его из массы других таких же предметов;
- нулевой артикль в некоторых языках имеет тот же смысл, что и неопределённый артикль (например, в английском языке при употреблении существительных во множественном числе) или определённый артикль (как в турецком при отсутствии неопределённого артикля, тур. bir);
- артикль частичного количества, или частичный, партитивный артикль (например, фр. du, de la), указывает на неопределённое количество вещества. Артикль частичного количества употребляется с неисчисляемыми существительными. Например, во французском языке du и de la: Voulez-vous du café?  — «Хотите ли вы кофе?». Подразумевается не чашка кофе, а вообще кофе как напиток, то есть не подразумевается определённое количество кофе. В русском языке для этой цели используют родительный падеж[5]: «Отрезать вам хлеба?»; впрочем, иногда и в русском языке выделяют особую партитивную форму: так, для многих существительных партитивная форма («Хотите чаю?») отчётливо отличается от формы родительного падежа («запах чая»).

В некоторых языках (например, в суахили) артикли используются редко, а упомянутые смысловые различия выражаются иначе или вовсе никак. Другие языки — русский, большинство других славянских языков (за исключением болгарского и македонского), санскрит, латинский, китайский, японский, тамильский, тайский — формально не имеют артиклей вовсе. Есть и языки — например, валлийский, арабский, исландский, иврит, армянский (а также искусственные языки эсперанто или идо), — которые имеют только определённый артикль, но не имеют неопределённого. В некоторых языках — например, в турецком — есть только неопределённый артикль, а его отсутствие иногда указывает на определённость объекта.
В большинстве языков определённый артикль развился из указательного местоимения или прилагательного. Например, из указательного местоимения «ille» в латинском языке (который сам не имел артиклей) в произошедших от него романских языках развились артикли «le» (французский), «el» (испанский), «il» (итальянский). Неопределённый же артикль происходит или даже совпадает с числительным «один» (нем. ein(e), нидерл. een, фр. un(e), исп. un(a), порт. um(a), тур. bir).
Языки, не имеющие артиклей, используют другие способы отделить старую, известную информацию от новой. Русский язык, например, среди прочего пользуется перестановкой слов в предложении, представляя обычно новую информацию в конце:
1. «В комнату вошёл мальчик» (для сравнения в англ. «A boy came into the room")
2. «Мальчик вошёл в комнату» (для сравнения в англ. «The boy came into the room»).

Другими способами являются использование родительного падежа вместо винительного в некоторых конструкциях («не вижу книгу» — англ. I don’t see the book, «не вижу книги» — англ. I don’t see a book), использование множественного числа в случаях, когда языки с артиклями используют единственное число с неопределённым артиклем (англ. The giraffe is a mammal. — «Жирафы — млекопитающие») и т. д.

## Грамматические функции артиклей
- Признак имени — то есть грамматическое обозначение своего сопровождаемого. Например, однозначный артикль арабского языка. Благодаря этому во многих языках присоединение артикля к неименным словам и формам переводит их в существительное. Так возникает конверсия, когда слово переходит в другую категорию и попадает в иную парадигму без изменения своего морфологического состава. Так, в немецком языке «schreiben» — «писа́ть», а «das Schreiben» — «письмо» (то есть «писание»); во французском «dîner», «souper» — «обедать», «ужинать», а «le dîner», «le souper» — «обед», «ужин», в испанском «cantar» — «петь», «el cantar» — «пение».
- Различение грамматической категории определённости и неопределённости, когда существуют парные артикли: «the» — «a» («an») — в английском; «der» — «ein», «die» — «eine», «das» — «ein» — в немецком; «le» — «un», «la» — «une» — во французском, «el» — «un», «la» — «una» — в испанском, «il» — «uno», «la» — «una» — в итальянском и т. п. Категория, сопровождающаяся определённым артиклем, как правило, выражает грамматически то, что уже известно собеседникам либо то, что у собеседников во время разговора перед глазами, либо нечто, особо индивидуально выделяемое.
- Различение рода в чистом виде, то есть при том же слове в той же форме, например, в немецком «der Hausa» — «мужчина из племени хауса» и «die Hausa» — «женщина из племени хауса», в испанском — «el árabe» — «араб», «la árabe» — «арабка».

## Согласование с существительным
Во многих европейских языках артикль согласуется с существительными в числе, роде и падеже (при наличии в языке вышеупомянутых категорий). В некоторых случаях именно артикль позволяет различить род, число или падеж данного слова.
Так, во французском языке, где существительные во множественном числе произносятся зачастую так же, как в единственном, именно артикль служит для различения числа.
В некоторых языках имеются омонимы, которые различаются лишь родом, выражаемым с помощью артикля, например, нем. «die Steuer» («налог»), «das Steuer» («штурвал», «руль»), швед. «en plan» («план»), «ett plan» («самолёт»), исп. «el pez» («рыба»), «la pez» («смола»).
Также в некоторых языках, в частности в немецком, артикль используется для различения падежа существительного, например, «Wir gehen in die Schule» («мы идём в школу», вин. п.), «Wir lernen in der Schule» («мы учимся в школе», дат. п.)

## Различия в использовании
Использование артиклей в различных языках неодинаково. Например, французский использует определённый артикль там, где английский обходится без артикля: с неисчисляемыми существительными или в обращении; нем. ich bin Student («я студент») невозможно употребить в английском без артикля: англ. I am a student.
Как в древне-, так и в новогреческом языке артикль может использоваться с именами собственными (Ο Αλέξανδρος — Александр), с прилагательными и причастиями. Др.-греч.: ὁ ἀγαθός πατὴρ = ὁ πατὴρ ὁ ἀγαθός — «добрый отец», где ὁ — артикль, ἀγαθός — «добрый», πατὴρ — «отец». Прилагательные и причастия могут употребляться и без артикля, но тогда меняется смысл: ἀγαθός ὁ πατὴρ = ὁ πατὴρ ἀγαθός — «отец добр». Употреблённое без артикля древнегреческое причастие на русский язык обычно переводится не причастием (как если с артиклем), а деепричастием. В древнегреческом языке артикль и вовсе может употребляться самостоятельно, без существительного, приобретая значение 3-го лица личного местоимения (ὁ δέ — «он же», «а он»).
В португальском имена собственные также используются с артиклем, кроме случаев, когда это официальный язык и перед именем отсутствует титул. Подобным же образом артикль перед именами может использоваться в разговорном английском и немецком языке, например нем. Ich habe mit der Claudia gesprochen («я разговаривал с (этой) Клаудией»). Такие же формы встречаются и в разговорном итальянском и в каталанском (ср. с русским: «Да ты Петру-то скажи»).
В русском языке роль артикля могут выполнять различные структуры, формально относящиеся к другим частям речи, например указательное местоимение «это».

## Расположение артикля
В большинстве языков артикль ставится перед относящимся к нему существительным (препозитивный артикль). В скандинавских языках артикль может ставиться в конце слова (постпозитивный артикль). Так, в шведском языке planen «план», planet «самолёт», возможен также случай двойного определённого артикля, когда используется и отдельный артикль, и артикль в конце слова (det stora huset «большой дом»). Несколько балканских языков также используют постпозитивный артикль, например, в румынском consulul «консул», аналогично в македонском и болгарском, например, дърво «дерево», дървото «(это) дерево».
В отличие от падежных форм русского языка, в болгарском и македонском языках, при наличии определяемых слов перед существительным (прилагательных или числительных), определённый артикль ставится только в конце первого слова, остальные согласуются только по роду и числу: в болгарском топка «мяч» → зад топката «за мячом», бяла топка «белый мяч» → към бялата топка «к белому мячу», голяма бяла топка «большой белый мяч» → за голямата бяла топка «о большом белом мяче»; аналогично в македонском први филм «первый фильм» → на првиот филм «первого фильма». Неопределённость выражается отсутствием артикля или употреблением слова «един» (една, едно) — «один» (одна, одно), которые ставятся перед группой слов: една жена «некая женщина». При необходимости подчеркнуть неопределённость используются неопределённые местоимения някой «кто-то», някакъв «какой-то», нечий «чей-то», кой да е «кто-нибудь».

## Местоименныеприлагательные
В некоторых языках, происходящих от гипотетического балтославянского языка, например, в литовском, старославянском, имеется такое явление, как местоименные прилагательные (определённые, членные прилагательные). Такие прилагательные образуются путём добавления к обычным, простым прилагательным личных местоимений третьего лица, которые составляют с этими прилагательными единое слово; при этом при склонении склоняются обычно обе части, как само прилагательное, так и местоимение. Такие прилагательные употребляются, чтобы выделить предмет из среды себе подобных, подчеркнуть определённость данного предмета, — как если бы употреблялся определённый артикль. Ср. литовск.:
- «geras mokytojas» — «a good teacher», «gerasis (geras+jis) mokytojas» — «the good teacher»;
- «aukšta mokykla» («высокая школа», то есть здание школы), «aukštoji (aukšta+ji) mokykla» («высшая школа», то есть вуз).

По подобному принципу образуются местоименные прилагательные в старо- и церковнославянском языках:
- «высокъ домъ» — «высокій (высокъ+и) домъ»;
- «глубока река» — «глубокая (глубока+я) река»;
- «широко поле» — «широкое (широко+е) поле»;

(В этих примерах «и», «я», «е» — древние славянские местоимения, соответствующие нынешним «он», «она», «оно»; ср. «иже» (от «и» + «же»), «яже», «еже» — «который, -ая, -ое», от последнего в русском языке — «ежегодный» и т. п., «ежели».)
Поэтому, в частности, при переводе на славянский язык с греческого Библии и богослужебных книг греческие обороты, где прилагательное употребляется с членом (то есть артиклем), передавались обычно местоименными прилагательными. Впрочем, уже в церковнославянском это соотношение выдерживается не всегда. В современном же русском языке данные формы хотя и сохранились (краткие и полные прилагательные), однако в значительной мере утратили значение определённости-неопределённости и различаются больше с точки зрения стилистики.

## Постпозитивная частица в русском языке
Для говоров русского языка, распространённых на северо-восточной части территории раннего формирования, характерно наличие склоняемой постпозитивной частицы -то (происходящей от формы указательного местоимения *тъ), которая может изменяться по родам, числам и в отдельном случае по падежам (стол-от, крыша-та, окно-то, крышу-ту, столы-те, крыши-те, окна-те, или столы-ти, столы-ты и т. п.) и сочетаться при этом со всеми частями речи. Основной функцией данной частицы, близкой к функции просодических средств русского литературного языка, является подчёркивание, выделение того или иного слова (или слов) в высказывании.
Ранее среди исследователей русских диалектов (М. Г. Халанский, А. И. Соболевский, А. А. Шахматов, П. Я. Черных, В. А. Богородицкий и другие) была распространена точка зрения, согласно которой считалось, что русская частица -то по функциональным свойствам близка к постпозитивным артиклям в болгарском языке. Этот вывод был сделан прежде всего по сходству фонетического облика и позиции частицы после определяемого слова в обоих языках. Такая точка зрения сохраняется и в настоящее время среди некоторых диалектологов (M. Leinonen, E. Stadnik-Holzer и другие), которые пытаются объединить оба взгляда на постпозитивную частицу — она представляется как артикль с экспрессивным значением, объединяющим одновременно функции и определённости, и экспрессивности.
Одним из первых взгляд на постпозитивную частицу как на артикль ещё в 1930-х годах опроверг А. М. Селищев. Позднее к подобным выводам пришли В. К. Чичагов, И. Б. Кузьмина, Е. В. Немченко и другие. А. М. Селищев, в частности, писал, что «частицы [от, та, ти, ту, те] не имеют значения членных элементов, значения, свойственного болгарским -ът, -та, -ту, -те; русские — -от, -та, -то имеют эмфатическое значение, а не значение определения называемого предмета… Роль этих частиц та же, что и частицы -то… С этими частицами употребляются не только имена нарицательные, но и собственные, не только прилагательные и местоимения, но и наречия». Тем не менее, диалектологи И. А. Букринская и О. Е. Кармакова отмечают, что в северо-восточных и восточных русских диалектах развитие сочетаний имён с частицей тъ пошло в том же направлении, что и в болгарском языке — от частицы к артиклю, выполняя ту же функцию: сочетаются со словами, обозначающими факты и события, уже известные говорящему и слушающему или просто общеизвестные.
Различие употребления частицы -то в русском литературном языке и в говорах севера и северо-востока заключаются в том, что в литературном языке подчёркивание, выделение определённого фрагмента высказывания может быть произведено при помощи не только частицы, но и тона или одновременно при помощи частицы и тона; в говорах — только при помощи постпозитивной частицы. Кроме того, в говорах севера и северо-востока частотность употребления частицы выше, чем в литературном языке, и в отличие от этих говоров в литературном языке частица -то неизменяемая. В остальных русских говорах употребление частицы -то характеризуется уменьшением частотности и регулярности в направлении с северо-востока на юго-запад. В западной части ареалов севернорусских и восточных среднерусских говоров распространение согласуемых частиц становится нерегулярным, сменяется обобщённой частицей -то; в западных среднерусских говорах, в говорах окрестностей Москвы и в центральных южнорусских говорах употребляется несклоняемая частица -то, как и в литературном языке. В остальных южнорусских говорах, особенно тех, что распространены на смежных территориях с ареалами белорусского и украинского языков, частица -то полностью отсутствует.

## Артикли в разных языках
| Язык                        | Определённый артикль | Партитивный артикль                                                          | Неопределённый артикль |
| --------------------------- | --- | ---------------------------------------------------------------------------- | --- |
| Английский                  | the МФА: [ði]о файле, [ðiː] (полная форма); МФА: [ðə]о файле (редуцированная форма) |                                                                              | a МФА: [eɪ]о файле (полная форма); МФА: [ə]о файле (редуцированная форма), an МФА: [æn]о файле (полная форма); [ən], [n] (редуцированные формы) |
| Африкаанс                   | die [di], [‿i] |                                                                              | n |
| Албанский                   | -a, -ja, -i, -u, -t, -të (все суффиксы) | disa [diˈsa]                                                                 | një [ɲə] |
| Арабский                    | аль или эль — ال (префикс) МФА: [æl], [al], [ɐl]о файле |                                                                              | -n — ـن |
| Армянский (восточный)       | -ը [ə], -ն [n] |                                                                              | մի [mi] |
| Армянский (западный)        | -ը [ə], -ն [n] |                                                                              | մը [mə] |
| Ассамский                   | -tû, -ta, -ti, -khôn, -khini, -zôn, -zôni, -dal, -zûpa и т. д. |                                                                              | êta, êkhôn, êzôn, êzôni, êdal, êzûpa и т. д. |
| Бретонский                  | an, al, ar |                                                                              | un, ul, ur |
| Болгарский                  | -та, -то, -ът, -ят, -те |                                                                              | един/някакъв, една/някаква, едно/някакво, едни/някакви                                                                                          |
| Каталанский                 | el, la, l, els, les Ses, Lo, los, Es, Sa |                                                                              | un, una uns, unes |
| Корнский                    | an |                                                                              | |
| Датский                     | Единственное число: -en, -et, — (все суффиксы) Множественное число: -e, -ene (все суффиксы) |                                                                              | en, et |
| Эсперанто                   | la |                                                                              | |
| Финский                     | se [ˈse] |                                                                              | yks(i) [ˈyks], [ˈyksi] |
| Французский                 | le МФА: [lə]о файле, la МФА: [la]о файле, l' [l], les МФА: [le]о файле | du МФА: [dy]о файле, de la [də la], de l’ [də l‿] des МФА: [dɛ], [de]о файле | un МФА: [œ̃]о файле, une МФА: [yn]о файле des МФА: [dɛ], [de]о файле                                                                             |
| Немецкий                    | der МФА: [deːɐ̯]о файле (безударный: [dɛɐ̯], [dɐ]), die МФА: [diː]о файле (безударный: [dɪ]), das МФА: [das]о файле des МФА: [dɛs], [dəs]о файле, dem МФА: [deːm]о файле (безударный: [dem], [dəm]), den МФА: [deːn]о файле (безударный: [den], [dən]) |                                                                              | ein МФА: [aɪ̯n]о файле, eine, einer, eines einem, einen                                                                                          |
| Греческий                   | ο, η [i], το οι, τα |                                                                              | ένας [ˈe̞nas], μια МФА: [mɲa]о файле, ένα МФА: [ˈe̞na]о файле                                                                                     |
| Гавайский                   | ka, ke nā |                                                                              | he |
| Иврит                       | ха- הַ־ (префикс) [ha] |                                                                              | |
| Нидерландский               | de МФА: [də]о файле, het МФА: [ɦɛt]о файле, [ət] |                                                                              | een МФА: [ən]о файле |
| Венгерский                  | a МФА: [ˈɒ]о файле, az МФА: [ˈɒz]о файле |                                                                              | egy МФА: [ˈɛɟː]о файле |
| Исландский                  | -(i)nn, -(i)n, -(i)ð, -(i)na, -num, -(i)nni, -nu, -(i)ns, -(i)nnar, -nir, -nar, -(u)num, -nna (все суффиксы) |                                                                              | |
| Интерлингва                 | le |                                                                              | un |
| Ирландский                  | an, na |                                                                              | |
| Итальянский                 | il, lo, la, l' i, gli, le | del, dello, della, dell' dei, degli, degl' , delle                           | un', uno, una, un |
| Кхаси                       | u, ka, i ki |                                                                              | |
| Центральнокурдский (сорани) | -eke -ekan | hendê, birrê                                                                 | -êk -anêk |
| Люксембургский              | den, déi (d'), dat (d') dem, der | däers/es, däer/er                                                            | en, eng engem, enger |
| Македонский                 | -от -ов -он -та -ва -на -то -во -но -те -ве -не -та -ва -на (все суффиксы) | неколку                                                                      | еден една едно едни |
| Мэнский                     | y, yn, 'n, ny |                                                                              | |
| Норвежский (букмол)         | Единственное число: -en, -et, -a (все суффиксы) Множественное число: -ene, -a (все суффиксы) |                                                                              | en [ˈeːn] (безударный: [ən]), et МФА: [ɛt]о файле, ei                                                                                           |
| Норвежский (нюнорск)        | Единственное число: -en, -et, -a (все суффиксы) Множественное число: -ane, -ene, -a (все суффиксы) |                                                                              | ein [æɪn], eit [æɪt], ei |
| Португальский               | o, a os, as |                                                                              | um, uma uns, umas |
| Квенья                      | i, in, 'n |                                                                              | |
| Румынский                   | -(u)l, -le, -(u)a -(u)lui, -i, -lor (все суффиксы) |                                                                              | un, o unui, unei niște, unor |
| Шотландский (германский)    | the |                                                                              | |
| Шотландский (кельтский)     | an, am, a', na, nam, nan |                                                                              | |
| Синдарин                    | i, in, -in, -n, en |                                                                              | |
| Испанский                   | el [el], la [la], lo [lo] los [los], las |                                                                              | un [un], una МФА: [ˈuna]о файле unos, unas [ˈunas]                                                                                              |
| Шведский                    | Единственное число: -en, -n, -et, -t (все суффиксы) Множественное число: -na, -a, -en (все суффиксы) |                                                                              | en, ett |
| Валлийский                  | y, yr, -'r |                                                                              | |
| Идиш                        | דער (дер), די (ди), דאָס (дос), דעם (дем) |                                                                              | אַ (а), אַן (ан) |

## Артикли, которые являются суффиксами существительных
Следующие примеры показывают артикли, которые всегда являются суффиксами существительных:
- Албанский: zog — [н. а.] птица; zogu — [о. а.] птица;
- Арамейский: שלם (шалам) — мир; שלמא (шалма) — [о. а.] мир;
  - Примечание: арамейский текст написан справа налево, поэтому алаф добавляется в конец слова. ם становится מ, когда это не последняя буква.
- Ассамский: «কিতাপ (kitap)» — книга; «কিতাপখন (kitapkhôn)» — «[о. а.] книга»;
- Бенгальский: «bôi» — «книга»; «bôiti/bôita/bôikhana» — «[о. а.] книга»;
- Болгарский: «стол» — «стул»; «столът» — [о. а.] «стул» (подлежащее); «стола» — [о. а.] «стул» (дополнение);
- Исландский: hestur — «лошадь»; hesturinn — [о. а.] «лошадь»;
- Македонский: стол — «стул»; столот — [о. а.] «стул»; «столов» — «этот стул»; «столон» — «тот стул»;
- Персидский: «sib» — «яблоко»; «sibe» — [о. а.] «яблоко». (Персидский язык не имеет определённых артиклей. Sibe’ man، означает «моё яблоко». Можно утверждать, что в редких случаях это имеет место. Sibe' ke' kharidi; «[о. а.] яблоко, которое вы купили». Но Sibe’ в этом случае является аббревиатурой Sibi ra’. «Это яблоко»);
- Румынский: «drum» — «доро́га»; «drumul» — [о. а.] «доро́га» (артикль — «l», а «u» это «соединительный гласный» рум. vocală de legătură);
- Шведский и Норвежский: «hus» — «дом»; «huset» — [о. а.] «дом»; если есть прилагательное: det gamle (N)/gamla (S) huset — [о. а.] «старый дом»;
- Датский: «hus» — «дом»; «huset» — [о. а.] «дом»; если есть прилагательное: «det gamle hus» — [о. а.] «старый дом».

Пример определённого артикля с префиксом:
- ивр. ילד‎, транскрибируется как yéled — [н. а.] мальчик; הילד, транскрибируется как hayéled — [о. а.] мальчик.

В латышском и литовском языках артикль — суффикс не существительных, а прилагательных. На латышском языке: «galds» — [н. а.] «стол» / [о. а.] «стол»; «balts galds» — [н. а.] «белый стол»; «baltais galds» — [о. а.] «белый стол». На литовском: «stalas» — [н. а.] — «стол» / [о. а.] «стол»; «baltas stalas» — [н. а.] «белый стол»; «baltasis stalas» — [о. а.] «белый стол».